# تشفتة (عقدا)
تشفتة (بالفارسية: چفته) هي قرية تقع في إيران في قسم عقدا الريفي.